# Jaime Lerner

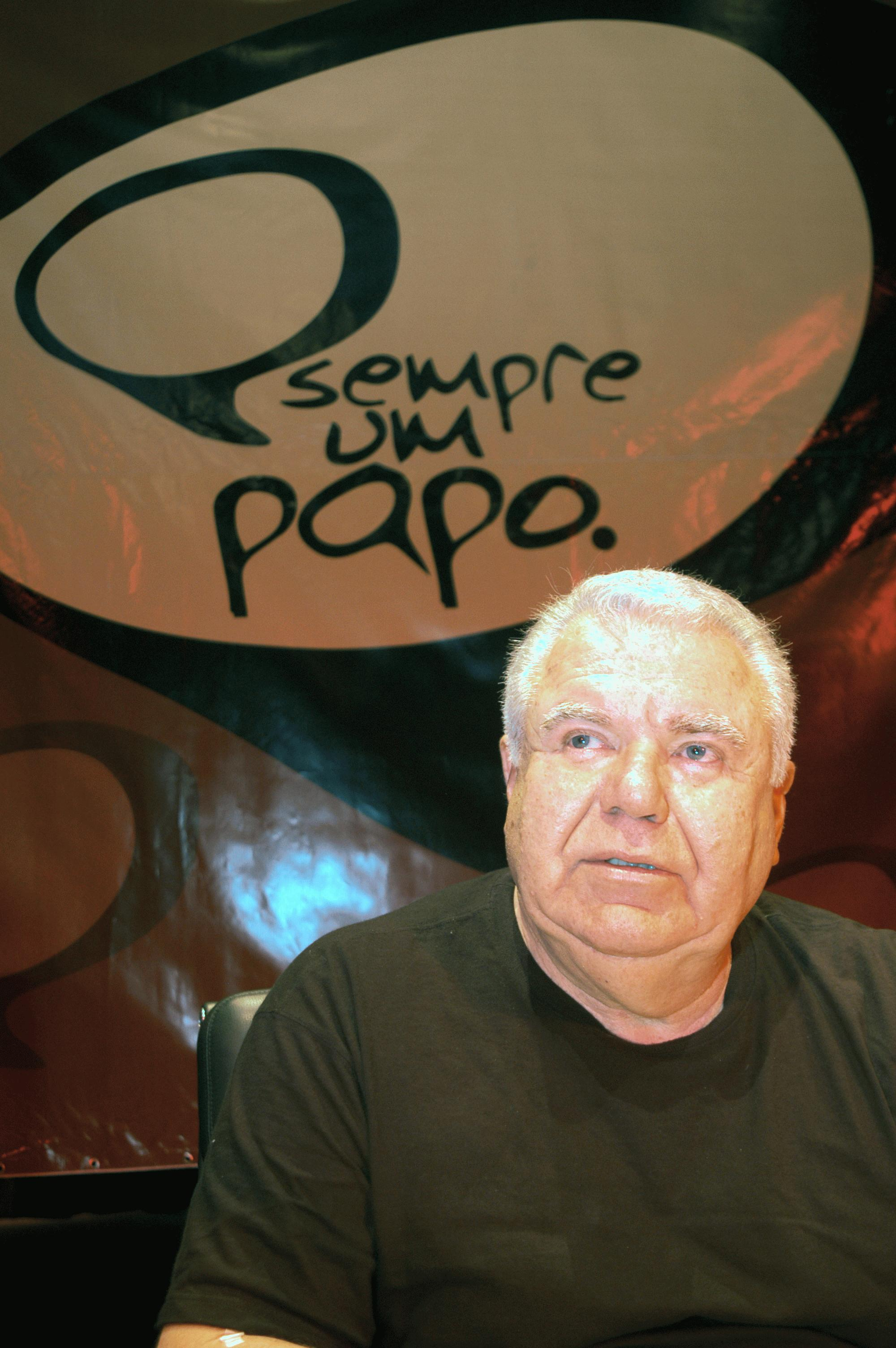
Jaime Lerner (2004)

Jaime Lerner (* 17. Dezember 1937 in Curitiba; † 27. Mai 2021 ebenda) war ein brasilianischer Architekt, Stadtplaner und Politiker.

## Leben
Jaime Lerner entstammte einer jüdisch-polnischen Immigrantenfamilie aus Łódź. Er war ab 1964 mit Fani Lerner (1932–2009) verheiratet.
Er graduierte in Architektur an der Universidade Federal do Paraná. 1965 war er Mitgründer des Instituto de Pesquisa e Planejamento Urbano de Curitiba (Institute of Urban Planning and Research of Curitiba, kurz IPPUC), das bis 2015 bestand. Er befasste sich als Stadtplaner mit nachhaltiger Stadtentwicklung. Er entwickelte einen Masterplan für seine Heimatstadt Curitiba und war in Städten wie Rio de Janeiro, São Paulo, Recife, Salvador, Aracaju, Natal, Niterói und anderen als Planer engagiert. Er war auch als Berater für städtische Fragen in Shanghai, San Juan, Caracas, La Habana, Seoul und Santiago de los Caballeros tätig. 1975 war er Berater für städtische Angelegenheiten bei den Vereinten Nationen. Er entwarf das „Integrierte Verkehrsnetz“ (Integrated Transportation Network) in Curitiba, das Vorbild für andere Städte ist.
Lerner war Professor für Stadt- und Regionalplanung an der Universidade Federal do Paraná, an der er auch sein Architekturdiplom gemacht hat, und emeritierter Professor an der University of California, Berkeley.
Jaime Lerner war Bürgermeister von Curitiba, der Hauptstadt von Paraná (1971–1975, 1979–1984 und 1989–1992) und Gouverneur des brasilianischen Bundesstaates Paraná (1994–1998, 1998–2002).
Von 2002 bis 2005 war Lerner Präsident der Union Internationale des Architectes (UIA).
Er wurde mehrfach ausgezeichnet, darunter 2000 mit dem Prinz-Claus-Preis und 2004 mit dem Volvo Environment Prize.

## Kontroversen
Sein politisches Wirken als Gouverneur wurde von der Bevölkerung nicht immer unkritisch gesehen, so versuchte er das Energieunternehmen Copel und Staatsstraßen zu privatisieren. Von der Justiz verfolgt wurde er wegen Unrechtmäßigkeiten bei Straßenbauausschreiben, so wurde er 2011 zu drei Jahren und drei Monaten Haft verurteilt, die er aus Altersgründen jedoch nicht antreten musste.
Im August 2013 wurde Jaime Lerner vor dem Gerichtshof von Paraná wegen administrativer Unangemessenheit zu einer Geldstrafe verurteilt, weil 40 Millionen Reais als Entschädigung für enteignete Gebiete in Cascavel zu Unrecht gezahlt wurden.